# 涅韦尔斯科伊国立海事大学
涅韦尔斯科伊国立海事大学（俄語：Морско́й госуда́рственный университе́т и́мени адмира́ла Г.И. Невельско́го）是在一所位于俄罗斯滨海边疆区符拉迪沃斯托克的高等教育机构。该大学命名源自于俄罗斯探险家根纳季·涅韦尔斯科伊，目前是俄罗斯境内最大的海事大学，设有航海和地质等相关专业。